# Villers-le-Sec (Alt Saona)
Villers-le-Sec és un municipi francès situat al departament de l'Alt Saona i a la regió de Borgonya - Franc Comtat. L'any 2007 tenia 530 habitants.

## Demografia

### Població
El 2007 la població de fet de Villers-le-Sec era de 530 persones. Hi havia 208 famílies, de les quals 36 eren unipersonals (12 homes vivint sols i 24 dones vivint soles), 72 parelles sense fills, 88 parelles amb fills i 12 famílies monoparentals amb fills.
La població ha evolucionat segons el següent gràfic:
Habitants censats

### Habitatges
El 2007 hi havia 222 habitatges, 209 eren l'habitatge principal de la família, 4 eren segones residències i 9 estaven desocupats. 213 eren cases i 9 eren apartaments. Dels 209 habitatges principals, 189 estaven ocupats pels seus propietaris, 18 estaven llogats i ocupats pels llogaters i 2 estaven cedits a títol gratuït; 1 tenia una cambra, 5 en tenien dues, 14 en tenien tres, 39 en tenien quatre i 150 en tenien cinc o més. 182 habitatges disposaven pel capbaix d'una plaça de pàrquing. A 62 habitatges hi havia un automòbil i a 133 n'hi havia dos o més.

### Piràmide de població
La piràmide de població per edats i sexe el 2009 era:
| Homes | Edats   | Dones |
| ----- | ------- | ----- |
| 0     | 95 o +  | 0     |
| 0     | 90 a 94 | 0     |
| 0     | 85 a 89 | 0     |
| 0     | 80 a 84 | 0     |
| 4     | 75 a 79 | 0     |
| 4     | 70 a 74 | 8     |
| 8     | 65 a 69 | 4     |
| 16    | 60 a 64 | 4     |
| 8     | 55 a 59 | 12    |
| 20    | 50 a 54 | 16    |
| 24    | 45 a 49 | 8     |
| 40    | 40 a 44 | 40    |
| 16    | 35 a 39 | 28    |
| 8     | 30 a 34 | 12    |
| 8     | 25 a 29 | 8     |
| 8     | 20 a 24 | 8     |
| 24    | 15 a 19 | 32    |
| 12    | 10 a 14 | 36    |
| 20    | 5 a 9   | 20    |
| 0     | 0 a 4   | 8     |

## Economia
El 2007 la població en edat de treballar era de 367 persones, 282 eren actives i 85 eren inactives. De les 282 persones actives 274 estaven ocupades (143 homes i 131 dones) i 8 estaven aturades (5 homes i 3 dones). De les 85 persones inactives 33 estaven jubilades, 33 estaven estudiant i 19 estaven classificades com a «altres inactius».

### Ingressos
El 2009 a Villers-le-Sec hi havia 211 unitats fiscals que integraven 565 persones, la mediana anual d'ingressos fiscals per persona era de 21.305 €.

### Activitats econòmiques
Dels 12 establiments que hi havia el 2007, 1 era d'una empresa de fabricació de material elèctric, 3 d'empreses de fabricació d'altres productes industrials, 1 d'una empresa de construcció, 3 d'empreses de transport, 2 d'empreses financeres, 1 d'una empresa de serveis i 1 d'una empresa classificada com a «altres activitats de serveis».
Dels 2 establiments de servei als particulars que hi havia el 2009, 1 era un taller de reparació d'automòbils i de material agrícola i 1 guixaire pintor.
L'any 2000 a Villers-le-Sec hi havia 14 explotacions agrícoles que ocupaven un total de 740 hectàrees.

## Equipaments sanitaris i escolars
El 2009 hi havia una escola elemental integrada dins d'un grup escolar amb les comunes properes formant una escola dispersa.

## Poblacions més properes
El següent diagrama mostra les poblacions més properes.